# Евстафиева, Валентина Семёновна
Валентина Семёновна Евстафиева (1918 год — неизвестно, Киевская область, Украинская ССР) — рабочая Гонийского совхоза имени Берия Министерства сельского хозяйства СССР, Батумский район, Аджарская АССР, Грузинская ССР. Герой Социалистического Труда (1949).

## Биография
Родилась в 1918 году в одном из сельских населённых пунктов современной Волгоградской области. Окончила местную начальную школу. Трудилась в личном сельском хозяйстве. В первые послевоенные годы трудилась рабочей лимономандаринового совхоза имени Берия Батумского района с усадьбой в селе Гонио.
В 1948 году собрала в среднем с каждого дерева по 460 лимонов с 250 плодоносящих лимонных деревьев. Указом Президиума Верховного Совета СССР от 5 июля 1949 года удостоена звания Героя Социалистического Труда за «получение высоких урожаев сортового зелёного чайного листа и цитрусовых плодов в 1948 году» с вручением ордена Ленина и золотой медали «Серп и Молот» (№ 4055).
Этим же указом званием Героя Социалистического Труда были награждены труженицы совхоза имени Берия Клавдия Ильинична Алексеева, Евдокия Степановна Максимова и Евдокия Егоровна Хрыпун.
Проживала в селе Гониа Батумского района. В 1968 году переехала в Киевскую область. Дата смерти не установлена.